# Podejrzani zakochani (singel)
Podejrzani zakochani – singel Haliny Mlynkovej i Krzysztofa Kiljańskiego będący ścieżką dźwiękową do filmu Podejrzani zakochani w reżyserii Sławomira Kryńskiego. Utwór został wyprodukowany przez Bogdana Kondrackiego w grudniu 2012 roku.
Utwór został skomponowany przez Anitę Valo i Meri Jaman do tekstu Dagmary i Martyny Melosik. Do singla nakręcono teledysk.
Singel dotarł do pierwszego miejsca na liście najwyżej notowanych nowości odtwarzanych w stacjach radiowych w Polsce. Osiągnął także pierwszą pozycję na liście przebojów Top-15 Wietrznego Radia w Chicago w Stanach Zjednoczonych.
Krzysztof Kiljański o utworze powiedział:

Myślę, że to piosenka, która w naturalny sposób może się spodobać. Mam nadzieję, że tych, którzy ją usłyszą, złapie to coś, co każda piosenka powinna mieć.

Halina Mlynkova dodała:

Zawsze utożsamiam się z tym, co śpiewam, każda z moich piosenek głęboko we mnie zapada. Myślę, że w tym wypadku jest podobnie. Muzyka nie jest dla mnie pracą, muzyka jest dla mnie życiem.

## Lista utworów
1. „Podejrzani zakochani” – 3:25[8]